# Луцій Вер
Божественний Вер Луцій Аврелій (лат. Lucius Aurelius Verus, повне ім'я лат. Lucius Ceionius Commodus Verus; 15 грудня 130 — лютий 169) — римський імператор з 7 березня 161 року.
Походив з сенаторської родини Цейоніїв — вихідців з Етрурії. 138 року був усиновлений Антоніном Пієм. Вихователями Вера були Фронтон і Герода Аттик. Марк Аврелій зробив Вера співправителем. Війну з парфянами 162—166 років Вер вів через легатів, а в маркоманській війні 168—169 років взяв особисту участь. Біографія Вера включена в «Історію імператорів» — збірку творів шести істориків епохи Августів (лат. Scriptores Historiae Augustae). Скульптурні портрети Вера зберігаються в Пергамон-музеї (Берлін) і в Альбертінум (Дрезден).

## Ранні роки
Коли батькові Луція, Цейонію Коммоду, було вже більше 35 років, його назначив наступником бездітний імператор Адріан. Він був нащадком заможного аристократичного роду, володіння якого знаходилися в основному в Етрурії. Вже не одне покоління Коммодів грало помітну роль в державі, займаючи вищі посади, аж до консульської. Після усиновлення імператором, Цейоній був призначений намісником Паннонії і командувачем армією на Дунаї. Він дуже непогано впорався зі своїми обов'язками, але, повертаючись до Риму, раптово помер від туберкульозу легенів. Луцію було в той час всього 8 років. Пристарілому і теж хворому Адріану довелося обрати іншого наступника, Антоніна Пія. Імператор наказав йому усиновити осиротілого сина Цейонія і 17-річного Марка Аннія, згодом, як відомо, отримавшого ім'я Марка Аврелія.
Обидва хлопці, якийсь час виховувалися разом під опікою Антоніна Пія, який став на той час імператором. Обидва вчилися в одних і тих же вчителів. В ті часи головними предметами були грецька література та римська література, вміння писати промови і поеми, а також філософія. Один з біографів того часу стверджував, що Вер щиро любив своїх учителів і був любим ними, однак, як поспішає додати цей же біограф, хлопчик не відрізнявся особливими здібностями. Правда, ще юнаком він любив писати вірші, а ставши постарше, став складати і непогані мови, але не досяг видатних успіхів ні в одній з цих областей мистецтва. Біограф прямо написав: «Говорили, що оратор з нього вийшов краще, ніж поет, але якщо вже говорити правду, варто було б сказати: оратор з нього вийшов поганий, а поет ще гірше». Деякі з творінь Луція користувалися успіхом, але навряд чи він сам їх написав. Луцій був нормальним хлопцем, добрим і веселим, схильним до розваг, але у всьому цьому дотримувався міру, у всякому разі, до пори до часу. Він любив полювання, ігри, заняття спортом, гонки на колісницях.

### Луцій як другий Нерон
Луцій народився 15 грудня, тобто в той самий день, коли народився — майже сто років тому — імператор Нерон, який здобув собі недобру пам'ять. В принципі стародавні були дуже забобонними, і ось деякі сучасники Луція, враховуючи схильності і пристрасті останнього, вважали, що збіг дня народження не випадковість. Адже той в ранній юності теж був милим і привітним і починав з невинних забав. Стародавні римляни з великою повагою ставилися до астрології, гороскоп мав величезне значення, а гороскоп Луція дуже нагадував гороскоп Нерона. Варто було комусь висловити таке побоювання, як воно тут же стало надбанням поголоски і прийнялося обростати новими страхітливими подробицями. Тепер вже будь-який крок молодої людини, будь-який його вчинок приймалися тлумачити упереджено. Луцій ж, як зазначає один з античних письменників, не надавав значення своїх недоліків і не збирався їх приховувати, залишаючись простим і природним, ніколи ні в чому не прикидаючись. Йому це не допомагало, а можливо, навіть приносило шкоду.

## Старші роки— титулування імператором
Луцій виріс — тепер це був чоловік красивий, ставний, з благородними рисами обличчя, орлиним носом. У нього були густі світле волосся, сильно кучеряве, що закривало чоло. Носив він і невелику борідку, по моді того часу.
Чоловічу тогу він надів в 15 років. Прийомний батько Антонін Пій, тоді вже імператор, зазначив цей день урочистими ігрищами. Потім молодий чоловік почав робити кар'єру, причому консулом став в дуже молодому віці, всього в 24 роки. Зрозуміло, про це подбав батько, хоча той же батько недвозначно дав зрозуміти, що своїм спадкоємцем вважає Марка, давши тому титул цезаря.
Відповідно до волі імператора сенат в день смерті Антонія Пія, 7 березня 161 року, передав всі імператорські титули, звання і привілеї Марку Аврелію. Але той, на загальний подив, попросив вважати молодшого брата його співправителем. Зрозуміло, імператору в проханні не відмовили.

## Війна з Парфією
Причиною війни, як і багато разів до того, стала Вірменія, троном якої опанував парфянский князь. Потім від Риму відкололися невеликі васальні держави по межах імперії. В одній з битв римський полководець зазнав поразки і сам загинув. Ворог вступив в межі Сирії та розгромив військо її намісника. У такій ситуації Марк Аврелій поспішив відправити співправителя на боротьбу із загарбниками. І не тому, що розраховував на його здатності воєначальника. У Луція Вера не було ніякої військової освіти, але він був порівняно молодий (в 161 році йому було всього 30 років, а самому Марку вже за сорок), він був здоровий і зовні був втіленням ідеального римського воїна. До нього приставили кілька відмінних бойових генералів, в тому числі і Авідія Кассія родом з Сирії.

### Розваги Цезаря
Вирушаючи на війну, молодий імператор вів себе не дуже войовничо. Він зовсім не поспішав в район боїв, дуже вже не хотілося йому залишати спокійну Італію. Дібравшись до півдня країни, він віддався там розвагам і навіть занедужав, обжерся за бенкетним столом. Оговтавшись, тут же вирушив на полювання. Добравшись до моря, занурився з почтом на корабель, який не поспішаючи плив по спокійним хвилях, оголошуючи околиці музикою і співом. Прибувши в Малу Азію, Луцій Вер знову в першу чергу думав про власні розваги.
Головні квартири римської армії були організовані в найбільших містах Сирії — її столиці Дамаску, Антіохії, а також в чудових містах Дафне і Лаодікеї. Головнокомандувач перебував там чотири роки, не дуже-то думаючи про війну і армію. Саме тут у повній мірі він міг насолодитися життям. У Римі він не міг собі такого дозволити, а тепер розвернувся на повну силу в Сирії, де він був повновладним імператором. Всі його примхи і пригоди доволі сильно нагадували молодого Нерона, але на відміну від того, Луцій Вер ні тоді, ні пізніше не зловживав своєю владою. У ньому не помічалося ніяких амбіцій володаря з необмеженою владою, що напевно високо цінувалося Марком Аврелієм і його прихильниками. Солідні римські політики, в їх числі і імператор, журилися з приводу легковажної поведінки Луція, але, можливо, в глибині душі були цьому раді. Було б гірше, якби такий цезар побажав всерйоз скористатися повнотою державної влади, маючи в руках великі військові сили. Тоді неминучі виявилися б зіткнення між співправителями — не виключено, що могло дійти і до збройного конфлікту.

### Війна не чекає
Поки ж Луцій Вер з головою занурився в насолоди в Сирії, його воєначальники не втрачали часу дарма — билися і перемагали. І перш за все Авідій Кассій. Римські війська витіснили парфян з меж імперії і вступили до Вірменії, Месопотамії, Мідії. Кожна перемога приносила імператору додаток до його титулу почесних звань Armeniacus, Parthicus, Medicus, — Вірменський, Парфійський, Мідійський. У 164 році йому довелося ненадовго з'явитися перед військами на Євфраті, щоб підняти бойовий дух армії, але Луцій поспішив звідти живенько втекти, причому під слушним приводом: поспішив в Ефес, щоб зустріти свою наречену, Аннію Луціллію, дочку Марка Аврелія, з якою побрався три роки тому.
У 166 році був укладений вигідний для Риму мир, і Луцию Веру вже не було необхідності залишатися в Сирії. Неохоче розлучався він з цією країною. Щоб розважити себе, прихопив з собою до Італії безліч акторів, музикантів, циркачів обох статей. Частина з них супроводжувала імператора під час його тріумфального в'їзду в римську столицю. Втім, тріумф здійснювали обидва імператора: Марка Аврелія теж були присвоєні всі названі вище почесні звання, хоча останній був ще далі від фронту воєнних дій, ніж Луцій.

## Маркоманська війна
Риму після важкої епідемії чуми знову погрожували вторгнення німецьких племен і сарматів. Кордон по Дунаю виявивя порушеним в декількох місцях, варварські набіги були на альпійські і паннонські провінції. Пройшовши через гори, маркомани і квади вторглися в межі Італії та взяли в облогу Аквілею. Обидва цезарі очолили армію і повели легіони до кордонів імперії. Відбувалося це восени 167 року. Марк Аврелій виконував свій військовий обов'язок з повною віддачею і з усією рішучістю, як, втім, він виконував і всі інші державні обов'язки. Луцій Вер обмежився тим, що в усьому слідував братові. Правда, під Аквілеєю молодий цезар нерідко надавав перевагу полюванню аніж виконанню військового обов'язку, але коли німців змусили зняти облогу з Аквилеї і вони поспішили сховатися за Альпами, Луцій вирушив разом з братом далі, за Дунай.

## Смерть Луція
Після того як ворог був відігнаний і кордон укріплено, Луцій почав переконувати брата скоріше повернутися в столицю. Обидва цезаря вирішили повертатися в Італію. Відбувалося це на початку 169 року. З Аквилеї вони на одному ридвані рушили в напрямку до Патавіуму, сучасної Падуї. Коли вже під'їжджали до Альтінуму, Луцій пережив апоплексичний удар, в результаті якого втратив мову і через три дні помер. Було йому 39 років, а царював він 8 років.
Марк Аврелій до кінця залишався лояльним по відношенню до брата. Він звелів помістити прах Луція в мавзолей Адріана і домігся в сенаті зарахування покійного до сонму богів.